# زمین‌لرزه جزایر کوریل
زمین‌لرزه جزایر کوریل ممکن است به یکی از موارد زیر اشاره داشته باشد:
- زمین‌لرزه ۲۰۰۶ جزایر کوریل
- زمین‌لرزه ۲۰۰۷ جزایر کوریل